# Eszterézs
Koordináták: é. sz. 48° 29′ 41″, k. h. 20° 02′ 51″48.494825°N 20.047475°E
Eszterézs (1899-ig Sztrizs, szlovákul: Striežovce) Balogrussó településrésze, 1963-ig önálló község Szlovákiában, a Besztercebányai kerület Rimaszombati járásában.

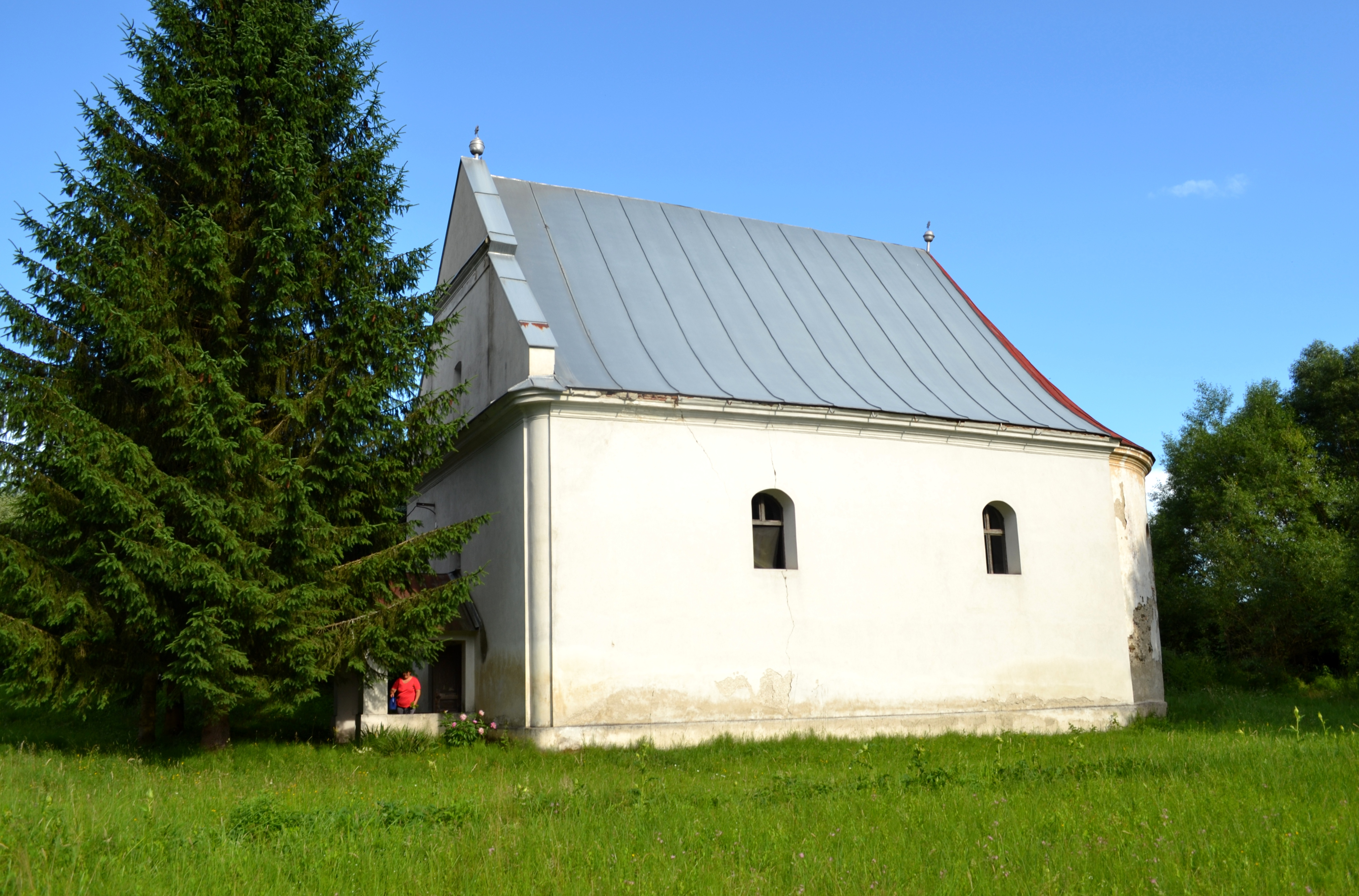
Evangélikus templom

## Fekvése
Rimaszombattól 20 km-re északra, Balogrussótól 2,5 kilométerre északnyugatra fekszik, Kiéte szomszédságában. Egyike a Balogrussót alkotó három kataszteri területnek, területe 4,4521 km².

## Története
1413-ban említik először, Balog várának uradalmához tartozott. A 14. századtól a Derencsényi család birtoka, később a murányi váruradalom része. 1828-ban 43 házában 343 lakos élt.
Gömör-Kishont vármegye monográfiája szerint: „Sztrizs, a Baradna patak mellett fekvő tót kisközség, 44 házzal és 206 ág. ev. h. vallású lakossal. 1413-ban Stryz és Sthres néven a Derencsényiek birtoka. Később a Bejey család lett a földesura, azután a Koháryak és a Coburgok s velök együtt a Fáy család is, most pedig egyedül Frank Adolfnak van itt nagyobb birtoka. A község lakosai kosárfonással, gerebenykészítéssel, kasza- és szövőborda-kereskedéssel s sonkolyszedéssel foglalkoznak és e czélból még Csongrád- és Pestmegyét is bejárják. Az ág. h. ev. templom 1811-ben épült. A község postája, távírója és vasúti állomása Rimabánya."
A trianoni békeszerződésig Gömör-Kishont vármegye Rimaszombati járásához tartozott.
1963-ban csatolták Balogrussóhoz.

## Népessége
1910-ben 185, túlnyomórészt szlovák lakosa volt.
1921-ben 169 lakosa volt, ebből 167 szlovák nemzetiségű, 147 evangélikus vallású.

## Nevezetességei
- Evangélikus temploma 1811-ben épült klasszicista stílusban.
- Haranglába 18. századi.